# Херзивиль
Херзивиль (нем. Hersiwil) — деревня и бывшая коммуна в Швейцарии, в кантоне Золотурн.
До 2012 года имела статус отдельной коммуны. 1 января 2013 была объединена с коммуной Хайнрихсвиль-Винисторф в новую коммуну Драй-Хёфе.
Входила в состав округа Вассерамт. Население составляет 178 человек (на 31 декабря 2007 года). Официальный код — 2522.

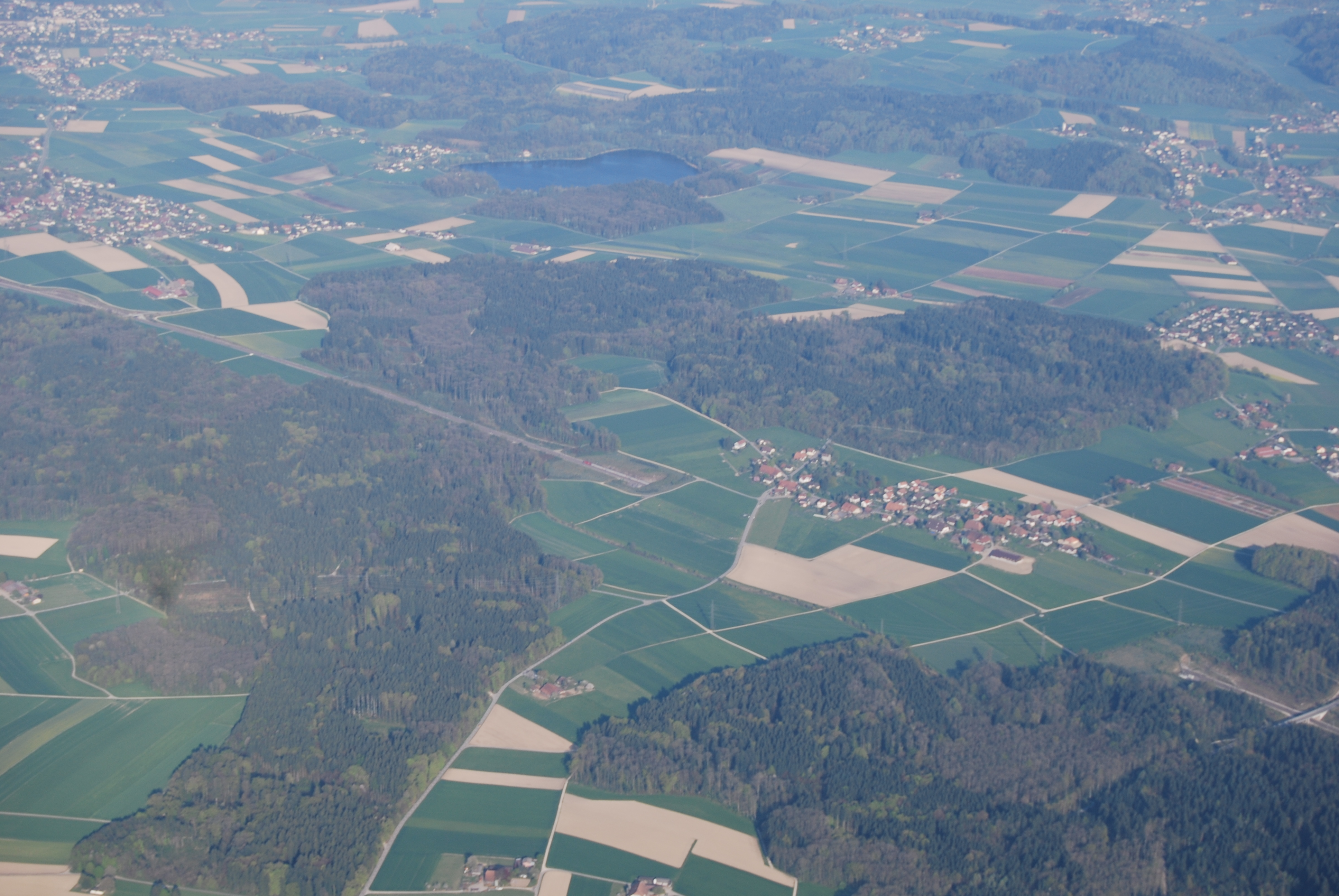
Херзивиль